# Rock Cafè
Rock Café è stato un programma televisivo musicale italiano, andato in onda su Raidue dal 15 ottobre 1990 al 26 agosto 1993.

## Il programma
Si trattava di un notiziario a striscia quotidiana, che trattava in prevalenza argomenti inerenti alla musica pop italiana ed internazionale e la cultura giovanile in generale.
Era nato tre anni prima come trasmissione radiofonica programmata nelle emittenti del Gruppo Sper. L'allora direttore di Rai 2 Giampaolo Sodano volle realizzarne una versione televisiva, affidandosi come sponsor alla Nestlé, che finanziò la rete con circa tre miliardi di lire; il costo complessivo di ogni puntata era di quasi 12 milioni mentre la realizzazione della trasmissione in studio fu divisa tra il Centro di Produzione RAI di Milano e Finradio. Rock café andava in onda ogni giorno dal lunedì al venerdì, inizialmente alle 18:30 per circa dieci minuti di durata. La prima stagione vide realizzate 175 puntate, 11 edizioni Magazine, 3 speciali, per complessivi 2365 minuti di trasmissione, 525 servizi e 430 interviste; totalizzò inoltre una media di 1.300.000 spettatori corrispondente ad un 13% di share a puntata. Dalla stagione successiva la messa in onda del programma fu anticipata alle 18:10, mantenendo la durata di ogni appuntamento, e veniva replicata intorno a mezzanotte; all'edizione consueta si affiancò più continuativamente la versione Rock Cafè Magazine, che veniva trasmessa ogni sabato intorno alle 23:30. Nella terza ed ultima edizione (ribattezzata Rock Café - parole e musica) i nuovi autori, subentrati dopo la dipartita di Stefania Bochicchio,  rivoluzionarono la struttura del programma: non più un notiziario musicale quotidiano, bensì un talk-show settimanale, in onda ogni giovedì intorno alle 22:30, condotto da don Pierino Gelmini: ogni puntata aveva come ospite alternativamente uno dei più noti cantautori italiani (Pino Daniele, Renato Zero etc.). Il programma si concluse il 26 agosto 1993 con uno speciale sempre condotto da don Gelmini. Europop è da ritenersi uno derivato di Rock Cafè.

## Edizioni e conduttori
| Edizione                    | Data originale di trasmissione   | Conduttori                                         | Puntate | Note |
| --------------------------- | -------------------------------- | -------------------------------------------------- | ------- | ---- |
| 1990-91                     | 15 ottobre 1990 - 14 giugno 1991 | Paolo Dini e Francesca Calligaro                   | 174     |      |
| 1991-92                     | 28 ottobre 1991 - 22 maggio 1992 | Benedetta Mazzini, Paola Rota e Alberto Bottinelli | 151     |      |
| Rock Café Magazine          | 2 novembre 1991 - 23 maggio 1992 |                                                    | 24      |      |
| Rock Café - parole e musica | 4 febbraio - 8 luglio 1993       | don Pierino Gelmini                                | 21      |      |
| Speciale Rock Café          | 26 agosto 1993                   | don Pierino Gelmini                                | 1       |      |